# Daltjärnen (Piteå socken, Norrbotten, 727452-170255)
Daltjärnen är en sjö i Piteå kommun i Norrbotten och ingår i Åbyälvens huvudavrinningsområde.